# Pachyteria similis
Pachyteria similis là một loài bọ cánh cứng trong họ Cerambycidae.